# الستات كده (فلم)
الستات كدة هو فيلم مصري تم إنتاجه عام 1949، تأليف حسن حلمي وعبد الفتاح السيد وإخراج حسن حلمي و بطولة كاميليا ومحمد أمين.

## فريق العمل
إخراج: حسن حلمي
تأليف:
- عبد الفتاح السيد
- حسن حلمي

إنتاج: أفلام زايد
بطولة:
- كاميليا
- محمد أمين
- محمد كمال المصري
- محمود شكوكو
- عبد الفتاح القصري
- فردوس محمد
- حسن كامل
- محمد توفيق
- وداد حمدي

## روابط خارجية
- مقالات تستعمل روابط فنية بلا صلة مع ويكي بيانات